# 一様有界性
数学の分野における有界関数とは、下界と上界、すなわちその関数のどの値の絶対値よりも大きい定数が存在する関数のことを言うが、そのような関数の族を考えた場合には、関数によってそのような定数が異なるものとなる場合がある。もしもそれら全てを抑えるような一つの定数を見つけることが出来るなら、そのような関数の族は一様有界（いちようゆうかい、英: uniform bounded）であると呼ばれ、そのような性質のことを一様有界性（いちようゆうかいせい、英: uniform boundedness）と呼ぶ。
関数解析学における一様有界性原理は、作用素の族が一様有界であるための十分条件を与える。

## 定義

### 実数直線および複素平面において
{\displaystyle {\mathcal {F}}=\{f_{i}:X\to K,i\in I\}}
を、{\displaystyle I} によって添え字付けられている関数の族とする。ここで {\displaystyle X} は任意の集合で、{\displaystyle K} は実数あるいは複素数の集合である。{\displaystyle {\mathcal {F}}} が一様有界であるとは、
{\displaystyle |f_{i}(x)|\leq M\qquad \forall i\in I\quad \forall x\in X}
を満たすようなある実数 {\displaystyle M} が存在することを言う。

### 距離空間
一般的な場合として {\displaystyle Y} を、距離 {\displaystyle d} を備える距離空間とする。このとき、集合
{\displaystyle {\mathcal {F}}=\{f_{i}:X\to Y,i\in I\}}
が一様有界であるとは、
{\displaystyle d(f_{i}(x),a)\leq M\qquad \forall i\in I\quad \forall x\in X}
を満たすような {\displaystyle Y} の元 {\displaystyle a} と、ある実数 {\displaystyle M} が存在することを言う。

## 例
- 有界関数の一様収束列は、一様有界である。

- すべての実数 {\displaystyle x} と整数 {\displaystyle n} に対して定義される関数 {\displaystyle f_{n}(x)=\sin nx\,} の族は、1 によって抑えられ、一様有界である。

- 上の例の関数の導関数 {\displaystyle f'_{n}(x)=n\,\cos nx} の族は、一様有界ではない。各 {\displaystyle f'_{n}\,} は {\displaystyle |n|\,} によって抑えられるが、{\displaystyle |n|\leq M} をすべての整数 {\displaystyle n} に対して満たすような実数 {\displaystyle M} は存在しないからである。